# Psiloptera mimosae
Psiloptera mimosae es una especie de escarabajo barrenador metálico del género Psiloptera, categorizada en la tribu Dicercini, de la subfamilia Chrysochroinae. Fue descrita científicamente por Johann Christoph Friedrich Klug en 1829.

## Descripción
Mide 21 milímetros de longitud.

## Distribución
Se distribuye por Turkmenistán.